# Eriogonum rupinum
Eriogonum rupinum är en slideväxtart som beskrevs av James Lauritz Reveal. Eriogonum rupinum ingår i släktet Eriogonum och familjen slideväxter. Inga underarter finns listade i Catalogue of Life.